# Luo (popolo)
I Luo, chiamati anche Luo meridionali o Joluo, per distinguerli dagli altri popoli Luo, sono un'etnia che vive prevalentemente in Kenya, dove costituiscono il quarto gruppo etnico più numeroso, e in Tanzania settentrionale. Fanno parte del più ampio raggruppamento dei popoli luo, a loro volta un ramo del gruppo etnolinguistico dei popoli nilotici. Parlano la lingua luo o dholuo, che condivide somiglianze con le altre lingue luo parlate in Etiopia, Uganda e Sudan del Sud, anche se rispetto a queste ultime presenta una maggiore influenza delle lingue bantu, in particolare dello swahili.
I Luo si trasferirono nel Kenya occidentale dall'Uganda tra il XV e il XX secolo, in quattro ondate. Erano strettamente imparentati con i popoli Luo presenti in Uganda, in particolare con gli Acholi e i Padhola. Quando si trasferirono in Kenya e Tanzania, subirono significative modifiche genetiche e culturali incontrando altre comunità da tempo stabilite nella regione.
Tradizionalmente, il popolo Luo praticava un'economia mista di pastorizia, coltivazione di sementi e pesca, integrata dalla caccia, ma oggi sono impiegati in vari lavori, anche qualificati. I Luo sono gli iniziatori di numerosi generi musicali popolari tra cui benga e ohangla. Il benga è uno dei generi più popolari dell'Africa.
Tra i Luo celebri, l'ex presidente degli Stati Uniti d'America e premio Nobel Barack Obama ha ascendenze paterne Luo.